# Mexilhoeira Grande (stacja kolejowa)
Mexilhoeira Grande (port: Estação Ferroviária de Mexilhoeira Grande) – stacja kolejowa w Mexilhoeira Grande, w gminie Portimão, w Dystrykcie Faro, w Portugalii. Znajduje się na Linha do Algarve.
Obecnie stacja ta jest używana tylko do regionalnych przewozów pasażerskich, obsługiwanych przez Comboios de Portugal.